# Bertolonia mosenii
Bertolonia mosenii är en tvåhjärtbladig växtart som beskrevs av Célestin Alfred Cogniaux. Bertolonia mosenii ingår i släktet Bertolonia och familjen Melastomataceae. Inga underarter finns listade i Catalogue of Life.